# コーネリアス・ヴァンダービルト3世

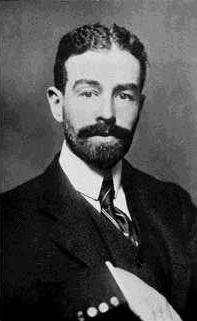
コーネリアス・ヴァンダービルト3世

コーネリアス・ヴァンダービルト3世（Cornelius Vanderbilt III, 1873年9月5日 ニューヨーク - 1942年3月1日 マイアミビーチ）は、アメリカ合衆国の陸軍軍人、発明家、技術者。同国屈指の富豪ヴァンダービルト家の相続人の1人で、鉄道王コーネリアス・ヴァンダービルト（1世）の曾孫。ネイリー（Neily）の愛称で呼ばれた。

## 生涯
ニューヨーク・セントラル鉄道の社主コーネリアス・ヴァンダービルト2世と、その妻のアリス・クレイプール・グウィンの間の第3子、次男として生まれた。家庭教師に教育を受けた後、ニューハンプシャー州コンコードにある上流子弟向けの私立校セント・ポールズ・スクールを経て、1895年にイェール大学の人文学の学位を取得した。そのまま同大学に残り、1899年に哲学の学位を取得した。また父祖と同じく機械技術に深い関心を寄せ、機械工学の学位も取得している。
1892年に兄のウィリアム・ヘンリー・ヴァンダービルト2世が22歳で夭折したため、父の後継ぎと見なされるようになった。しかし大学在学中だった1896年8月に、父の反対を押し切って銀行家の娘グレース・グレアム・ウィルソンと結婚したため、両親や弟妹の多くと絶縁状態となり、事実上廃嫡された。1899年に父が死んだとき、その7000万ドルの遺産の大部分は、ネイリーのすぐ下の弟アルフレッド・グウィン・ヴァンダービルトに受け継がれ、ネイリーが受け取ったのはわずかに50万ドルと、100万ドル分の信託財産であった。アルフレッドは父の遺言の一部の執行を差し止め、廃嫡された兄に600万ドルの相続分を確保してやった。ネイリーは1926年になってようやく母アリスと和解した。

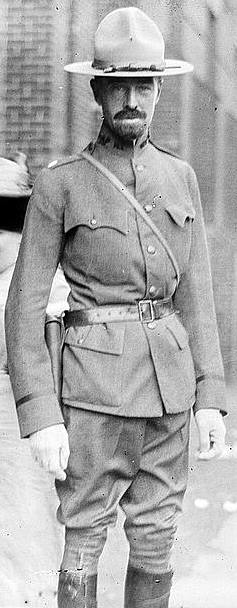
ニューヨーク州兵の軍服を着たコーネリアス・ヴァンダービルト3世、1910年代前半

ネイリーと妻グレースは生涯連れ添い、間に長男コーネリアス・ヴァンダービルト4世（1898年 - 1974年）、長女グレース・ヴァンダービルト（1899年 - 1964年）の1男1女の2人の子女をもうけた。また1914年に男子のいない叔父ジョージ・ワシントン・ヴァンダービルト2世から、ニューヨーク5番街640番地にある邸宅を相続した。
ネイリーは技術者、発明家としても知られ、機関車、貨物運搬車の技術的改善に関する特許を生涯に30以上取得し、多額の特許権使用料を受け取っていた。発明の最も重要なものの中には、燃料効率を格段に高める機関車の波状形火室や、シリンダー型貨物運搬車、革新的な形状の機関車などがある。さらに、彼はロンドンとパリを旅行中にニューヨークにも地下鉄網を築くことを思いつき、オーガスト・ベルモント・ジュニア（August Belmont, Jr.）と共同で、ニューヨーク最初の地下鉄運営会社となるインターボロー・ラピッド・トランジット（Interborough Rapid Transit Company）を創業した。
1901年、ネイリーはニューヨーク州軍第20歩兵連隊所属の少尉に任官し、以後1934年まで軍隊に籍を置いた。1916年にはパンチョ・ビリャ討伐のためメキシコ国境で戦い、第1次世界大戦では第102工兵大隊の指揮官として海外に赴いた。最終的には准将にまで昇進し、第25歩兵旅団の旅団長を務めた。合衆国政府、ニューヨーク州政府、ベルギー政府から数々の勲章を授与されたほか、フランス政府からレジョンドヌール勲章の上級勲章を授けられた。
第1次大戦後、ネイリーは妻を伴ってヨーロッパに何度も旅行し、元ドイツ皇帝ヴィルヘルム2世やその弟のプロイセン王子ハインリヒ、ベルギー王アルベール1世、ノルウェー王太子オーラヴ、ルーマニア王妃マリア、イラン皇帝レザー・シャー、イギリス王ジョージ5世らの主だったヨーロッパ王族たちと交友関係を深めたり、旧交をあたためた。
他のヴァンダービルト一族と同様、ネイリーもまたヨットを趣味とし、多くのヨット関係の組織に理事として名を連ねた。1903年、彼の所有するヨット「リライアンス号（Reliance）」はアメリカスカップで優勝した。また1910年にはネイリーのヨットがニューヨーク・ヨットクラブ（New York Yacht Club）主催のキングズカップで優勝した。
1942年、ネイリーは休暇で赴いたフロリダ州マイアミビーチでヨットに乗船中、脳内出血のため死去した。ネイリーはすでに1940年、ニューヨーク5番街640番地の邸宅をアスター家（Astor family）に売却していたが、彼の家族は1945年まで同邸宅の使用権を認められていた。遺骸は一族の墓所のあるスタテン島のモラヴィア共同墓地（Moravian Cemetery）に埋葬された。